# Club Sportiv Dunărea Turris Turnu Măgurele
Il Dunărea Turris Turnu Măgurele (denominazione completa Club Sportiv Dunărea Turris Turnu Măgurele), o più semplicemente Turris, è la squadra di calcio di Turnu Măgurele. Milita in Liga IV.

## Storia
Nel 1962, dopo la nascita in città di molte squadre (tra le più importanti che hanno calcato i campi della Divizia C si ricordano l'Oltul Turnu Magurele e la Dinamo Turnu Magurele), viene deciso di fondare una squadra principale e quindi nasce la Chimia Turnu Magurele (poiché fondata con collegamento al combinato chimico della città, secondo l'uso comunista di legare le squadre alle industrie più importanti).
Dopo i primi anni in Divizia D nel 1966-67 avviene la prima promozione in Divizia C, dove la squadra occupa la sesta posizione al primo anno, la nona posizione nel 1968-69 e di nuovo la sesta posizione nel 1969-70. E proprio nel 1970 comincia la scalata verso le posizioni di vertice del Chimia, terza nel 1970-71 e nel 1971-72, poi quinta nel 1972-73 e seconda nel 1973-74. Dopo il secondo posto la dirigenza capisce che il Chimia è pronto a salire di categoria, e quindi, dopo aver allestito una buona squadra nel campionato 1974-75, avviene la prima storica promozione in Divizia B festeggiata da tutta la città.
Il primo anno di Divizia B si conclude con il nono posto, seguiranno poi un dodicesimo posto nel 1976-77, un decimo posto nel 1977-78 e un quattordicesimo posto, salvezza giunta per un pelo quindi, nel 1978-79. E proprio quest'ultima salvezza sofferta è il preludio alla retrocessione in Divizia C avvenuta nel campionato seguente con un mesto penultimo posto.
In Divizia C la Chimia resta soltanto tre stagioni poiché alla fine della stagione 1982-83 ci sarà una nuova promozione in B. La Divizia B durerà tuttavia solo un anno e ci sarà l'immediata retrocessione stavolta con un ultimo posto in classifica.
Nella memoria dei tifosi le stagioni in Divizia B restano anche per gli infuocati derby contro la Rulmentul Alexandria, squadra della capitale di judet, e per le amichevoli contro squadre blasonate quali la Steaua Bucarest, la Dinamo Bucarest, l'Arges Pitesti, l'Universitatea Craiova e il Rapid Bucarest (quest'ultimo affrontato in Divizia B così come un'altra squadra blasonata come il Petrolul Ploiești).
Dal 1984 la squadra, che dopo la caduta del comunismo cambierà nome in Turris Turnu Măgurele, gioca ininterrottamente in Divizia C fino al campionato 2006-07 quando la squadra retrocederà di nuovo in Liga IV dopo ben quarant'anni.
Ma la stagione in Liga IV dura un anno soltanto poiché la squadra si laurea Campione di judet e poi vince lo spareggio promozione in Liga III. Questa squadra è ricordata anche come la squadra dei record poiché oltre al titolo di Campione di judet e al titolo di promossa dopo gli spareggi colleziona anche la vittoria nella Coppa di Romania di judet.
Nella stagione successiva in Liga III la squadra ottiene risultati non positivi nelle ultime giornate, piazzandosi al quartultimo posto a pari merito con un'altra squadra, e all'ultima giornata avviene la nuova retrocessione in Liga IV.
Questa volta in Liga IV la Turris, che intanto ha aggiunto alla propria denominazione anche Dunarea (Danubio in rumeno), non sembra la squadra dominatrice di due anni prima e addirittura si trova inizialmente al terzo posto dietro allo Sporting Rosiorii de Vede (altra decaduta di judet) e alla sorpresa Metalul Peretu. Ma un cambio di marcia a gennaio porta la squadra a scalare la classifica fino ad arrivare allo scontro diretto contro il Metalul Peretu, primo, a -1. La partita viene vinta con un perentorio 5-1 dalla Turris che prende così il comando della classifica, primo posto mantenuto fino all'ultima giornata anche se non più con 2 punti di vantaggio ma a pari merito con il Metalul Peretu che però arriva secondo in base agli scontri diretti. Dopo aver vinto la fase judeteana la Turris si prepara allo spareggio promozione in Liga III contro la vincitrice della judet Dolj, il CS Sopot. Dopo essere passati in svantaggio dopo soli 5 minuti la Turris ribalta il risultato con una doppietta del bomber Daniel Sindie (28 gol stagionali per lui) e si porta sul 2-1 che sarà poi il risultato finale che sancirà la promozione in Liga III della Turris.
La festa promozione è però inizialmente rovinata dal ricorso del CS Sopot per una presunta irregolarità di tesseramento di un giocatore della Turris, ricorso inizialmente accettato e poi rifiutato dalla commissione disciplinare della FRF che conferma la promozione in Liga III della Turris.
Per la Dunarea si è trattata però di un'estate agitata poiché i vecchi investitori non riuscivano a trovare più fondi per sostenere la squadra che ha rischiato il fallimento. Quando tutto sembrava perduto però è spuntato Mihai Ionescu, uomo d'affari originario di Turnu Magurele, che ha sistemato le casse societarie e ha portato alla Dunarea sia un allenatore, Daniel Sava, sia un nuovo gruppo di giocatori e la squadra disputerà regolarmente la Liga III, dove ha debuttato in casa perdendo 3-1 contro il Progresul Corabia.
Il 14 settembre 2010 il presidente Mihai Ionescu, che ha dichiarato le sue ambizioni di promozione, ha esonerato l'allenatore Daniel Sava dopo un solo punto in tre partite, partite in cui scarseggiava anche il gioco, sostituendolo con Dumitru Bolborea. Con il cambio di allenatore la squadra riesce a uscire dai bassifondi della classifica e a terminare il campionato con un tranquillo undicesimo porto.
La seconda stagione in Liga III sotto la presidenza di Ionescu comincia con l'obiettivo ufficiale di centrare la promozione in Liga II e nelle prime 5 giornate di campionato la squadra riesce a rimanere in testa a braccetto con il CS Buftea e il Conpet Ploiesti. Nelle giornate successive le prime due si staccano dalla Dunarea che comunque non scende al di sotto del terzo posto a -5 dalla prima. Poi prima della pausa invernale qualcosa si 'rompe' nel rapporto tra il presidente Ionescu e il sindaco della città, accusato di ostacolare i suoi investimenti nella squadra, e a risentirne è proprio la Dunarea che scivola a metà classifica. Ma la notizia peggiore arriva dopo le prime giornate del girone di ritorno quando Mihai Ionescu annuncia il ritiro della squadra dalla Liga III. Arrivà così una nuova retrocessione in Liga IV anche se stavolta non sul campo vista la tranquilla posizione di metà classifica.
La Dunarea quindi ritorna nelle mani del comune che cerca di allestire una buona squadra formata da giocatori locali per affrontare al meglio la Liga IV, ma la squadra a sole cinque giornate dalla fine occupa un triste ultimo posto solitario a ben nove punti dalla salvezza, facendo presagire una triste retrocessione in Liga V, campionato dove la società non ha mai giocato nel corso della sua storia.

## Stagioni passate
- Rosa della prima promozione in Divizia B (1974-75): Cojoacă, Zîmbrea, Zavera, Scheau, Dragole, Pîrvu, Stoichiță, Domnișoru, Solomon, Meiroșu, Sardu, Radu, Rusu, Ceangîru, Roatămoale, Ciotec, Dumitru Chioţea, Cărbunaru, Popa, Dobre, Penuș. Allenatore: Gheorghe Fusulan
- Rosa dell'ultima stagione in Divizia B (1983-84): Zariosu, Titirică, Ștefan, Potîng, Doncea, Văduva, Cristea, Bogheci, Bădăluţă, Vlădescu, Bastardu, Zaharia, Iliescu, B. Nica, Ionescu, I. Nica, Huţan, Neaţu, Dimirache, Chivu, Cîrjan, Ceatean, Bartales, C. Zamfir, Cochiță, Dumitrache, Cărbunaru. Allenatore: Gheorghe Costinescu

## Palmarès
- Campione di judet: 5

1997-1998, 2001-2002, 2006-2007, 2009-2010, 2021-22
- Coppa di Romania di judet: 1

2007-2008